# Escala maior
Em teoria musical, a escala maior é uma sequência ordenadas de oito notas musicais sucessivas (escala diatônica) que segue o padrão modo maior (um dos modos musicais utilizados na música tonal), que possui cinco intervalos de tons e dois intervalos de semitons entre as notas, que obedece à seguinte sequencia padrão de estrutura de intervalos musicais:
| Iº |     | IIº |     | IIIº |         | IVº |     | Vº |     | VIº |     | VIIº |         | Iº |
|    | V   |     | V   |      | V       |     | V   |    | V   |     | V   |      | V       |    |
|    | tom |     | tom |      | semitom |     | tom |    | tom |     | tom |      | semitom |    |

Sendo 2T-ST-3T-ST, onde fazem parte o intervalo de terça maior e a quinta justa. A partir da escala maior é que são formados os acordes maiores, o campo harmônico e, as melodias.
A escala fundamental ou escala natural deste modo maior é a escala de Dó Maior, pois a relação de intervalos deste modo pode ser obtido nesta escala sem a necessidade de alteração de altura das notas com uso de acidentes:
| dó |     | ré |     | mi |         | fá |     | sol |     | lá |     | si |         | dó |
|    | V   |    | V   |    | V       |    | V   |     | V   |    | V   |    | V       |    |
|    | tom |    | tom |    | semitom |    | tom |     | tom |    | tom |    | semitom |    |

Mas para formar escalas maiores iniciadas por outra nota, é necessário acrescentar alterações de altura a algumas notas, a fim de manter a sequencia padrão de intervalos. Por exemplo, em uma escala de Sol Maior para seguir o padrão intervalar maior, as notas serão:
| sol |     | lá |     | si |         | dó |     | ré |     | mi |     | fá# |         | sol |
|     | V   |    | V   |    | V       |    | V   |    | V   |    | V   |     | V       |     |
|     | tom |    | tom |    | semitom |    | tom |    | tom |    | tom |     | semitom |     |

Nesta escala a nota fá não pode ser utilizada nesta sequência, pois o intervalo natural entre mi e fá é de um semitom e entre fá e sol é de um tom (na escala fundamental). Para que a escala obedeça à ordem intervalar maior é preciso aumentar a nota fá em meio tom e torná-la um fá sustenido (fá#). Em outras escalas, para manter a relação de intervalos, é necessário reduzir a altura de algumas notas em meio tom (bemol). O ciclo das quintas define a ordem em que os sustenidos ou bemois são adicionados às escalas.

## Relação das escalas
Lista com todas as escalas maiores:

### Tonalidades
| Tonalidade    | 7 ♭   | 6 ♭    | 5 ♭   | 4 ♭   | 3 ♭   | 2 ♭   | 1 ♭  | 0    | 1 ♯   | 2 ♯  | 3 ♯   | 4 ♯   | 5 ♯    | 6 ♯   | 7 ♯   |
| Escala maior: | Dó♭ M | Sol♭ M | Ré♭ M | Lá♭ M | Mi♭ M | Si♭ M | Fá M | Dó M | Sol M | Ré M | Lá M  | Mi M  | Si M   | Fá♯ M | Dó♯ M |
| Escala menor: | Lá♭ m | Mi♭ m  | Si♭ m | Fá m  | Dó m  | Sol m | Ré m | Lá m | Mi m  | Si m | Fá♯ m | Dó♯ m | Sol♯ m | Ré♯ m | Lá♯ m |

### Disposição na partitura
Dó M (C)

Ré M (D)

Mí M (E)
Fá M (F)
A reprodução de áudio não é suportada no seu ''browser''. Você pode descarregar o ficheiro de áudio.

Sól M (G)
Lá (A)
A reprodução de áudio não é suportada no seu ''browser''. Você pode descarregar o ficheiro de áudio.

Sí M (B)